# George W. Norris
George W. Norris, per esteso George William Norris (York Township, 11 luglio 1861 – McCook, 2 settembre 1944), è stato un avvocato e politico statunitense.
Rappresentante sia alla Camera che al Senato statunitensi per lo Stato del Nebraska, fu eletto per cinque legislature nella prima, dal 1903 al 1913, e per altrettante nel secondo, dal 1913 al 1943; in tutte per il Partito Repubblicano, tranne che per l'ultima, nella quale venne eletto come indipendente. Non ottenne più la rielezione alle elezioni del Senato nel 1942.
Egli fu nel Congresso un leader progressista e liberale. Era molto noto per la sua intensa crociata contro ciò che egli chiamava "errore e male" (wrong and evil), per il suo liberalismo, la sua ribellione contro i capi dei partiti, il suo isolazionismo in politica estera, il suo sostegno ai sindacati dei lavoratori e specialmente per aver creato la Tennessee Valley Authority. Il presidente Franklin Delano Roosevelt lo ha definito "il perfettissimo, gentile cavaliere degli ideali progressisti americani" e questo è stato il tema dei suoi biografi. Un gruppo di consulenza costituito da 160 studiosi suggerì che quella di Norris fu la scelta più azzeccata per i cinque migliori senatori nella storia degli Stati Uniti.

## Biografia

### Giovinezza
Norris, nato a York Township, nella Contea di Sandusky (Ohio) nel 1861, era l'undicesimo figlio di una famiglia di poveri e incolti agricoltori di origine scozzese-irlandese e tedesca della Pennsylvania. Ottenne la laurea presso l'Università Baldwin e il baccalaureato presso la scuola di giurisprudenza della Valparaíso University nell'Indiana nel 1883. Per esercitare la professione si trasferì a Beaver City, nel Nebraska. Nel 1889 sposò Pluma Lashley, che gli diede tre figli (Gertrude, Hazel e Marian), prima di morire nel 1901. Nel 1903 egli sposò in seconde nozze Ellie Leonard, dalla quale non ebbe figli.

### Ribelle in casa
Norris si trasferì nel 1900 in una città più grande, McCook, sempre nel Nebraska, dove iniziò a occuparsi della politica locale. Nel 1902 fu eletto nelle file del Partito repubblicano alla Camera per il 5º Distretto del Nebraska. In quella elezione egli fu sostenuto dalle ferrovie, con le quali tuttavia ruppe nel 1906, sostenendo i progetti di Theodore Roosevelt di regolamentazione delle tariffe a favore degli armatori, come i commercianti che vivevano nel distretto. Eminente ribelle dal 1908, condusse la ribellione contro il Presidente della Camera, Joseph Gurney Cannon nel 1910. Con una votazione di 191 favorevoli contro 156 contrari, la Camera creò un nuovo sistema nel quale l'anzianità avrebbe automaticamente fatto avanzare i membri, anche contro il volere della leadership.
Nel gennaio 1911, egli contribuì a creare la Lega Nazionale Progressista Repubblicana, di cui fu vicepresidente. Inizialmente sostenne Robert M. La Follette nella elezione presidenziale del 1912, ma poi passò a sostenere Roosevelt. Tuttavia si rifiutò di bloccare il Convegno e unirsi al Partito Progressista, candidandosi al Senato come repubblicano.

### Senatore
Egli sostenne l'elezione diretta dei senatori e promosse la conversione delle legislazioni degli Stati al sistema unicamerale, che tuttavia fu realizzato nel 1934 solo nel Nebraska, mentre gli altri Stati mantennero il sistema bicamerale.
Norris sostenne alcuni programmi nazionali del Presidente Woodrow Wilson, ma divenne un fiero isolazionista, temendo che i banchieri spingessero il Paese in guerra. Di fronte a un'enorme pressione da parte dei mezzi di comunicazione di massa e dell'amministrazione, Norris fu uno dei soli sei senatori che votò contro la dichiarazione di guerra all'Impero tedesco nel 1917. 

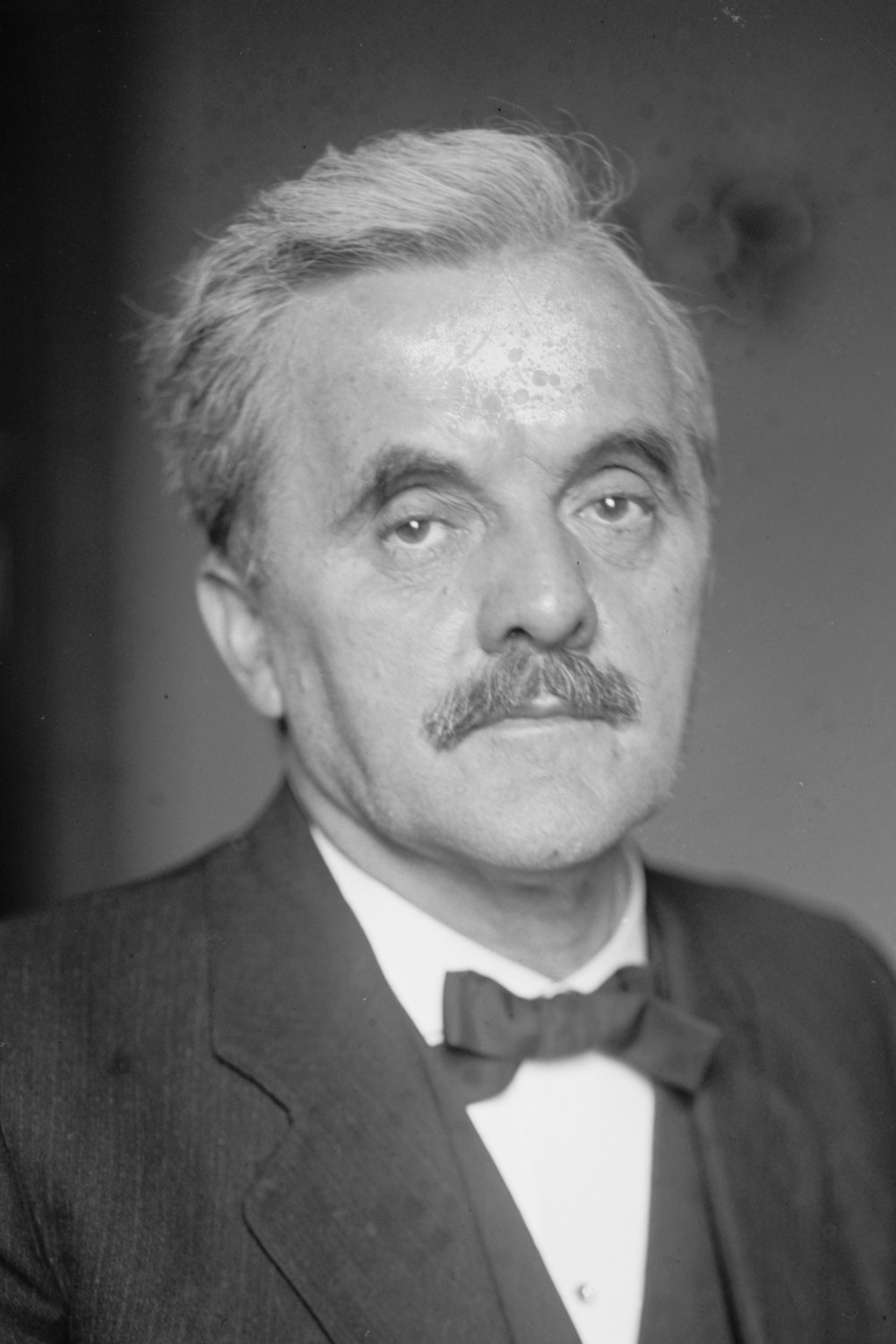
George W. Norris, Rappresentante U.S.A. per il Nebraska

Riferendosi alla guerra in Europa egli affermò: «Molti casi di disumanità si possono trovare in entrambi gli schieramenti.»
Norris credeva che il governo volesse partecipare a questa guerra solo perché il ceto benestante aveva già aiutato la Gran Bretagna finanziariamente in essa. Egli disse al Congresso che quelli che avrebbero beneficiato della guerra erano "i fabbricanti di munizioni, i mediatori di Borsa e i detentori di titoli", aggiungendo che "la guerra non porta prosperità alle grandi masse di comuni e patriottici cittadini…La guerra porta prosperità ai giocatori della Borsa di Wall Street, a coloro che già godono di un benessere maggiore di quello che si può realizzare o godere."
Egli si unì agli "irreconciliabili", che si opponevano con veemenza e ottennero la non-ratifica del Trattato di Versailles e la mancata adesione degli Stati Uniti alla Società delle Nazioni nel 1919. L'anzianità gli procurò la presidenza del Comitato del Senato per l'Agricoltura, l'Alimentazione e le Foreste e del Comitato del Senato per la Giustizia.
Norris è stato leader del Farm Bloc, difese i diritti dei lavoratori, sponsorizzò il Ventesimo emendamento alla Costituzione degli Stati Uniti, e propose l'abolizione del Collegio elettorale degli Stati Uniti d'America. Egli non ebbe successo su questi temi negli anni '20 ma bloccò la proposta di Henry Ford di modernizzare la Valle del Tennessee con una diga di maggiori dimensioni a Muscle Shoals, insistendo che si trattava di un progetto che doveva essere a carico del governo.
Norris riuscì a far passare al Congresso la legislazione per un sistema di produzione di energia elettrica con base Muscle Shoals, ma la legge fu bloccata dal veto posto dai presidenti Calvin Coolidge ed Herbert Hoover. Norris chiedeva l'intervento pubblico poiché non credeva nella proprietà delle infrastrutture ai privati e affermò di Hoover nel 1931, a proposito del veto:
("NORRIS CALLS FOR DEFEAT OF HOOVER IN 1932" &  19 settembre 2004)
L'idea per la legge Muscle Shoals nel 1933 divenne parte della Tennessee Valley Authority (TVA) del New Deal.
Sebbene nominalmente repubblicano egli attaccava e votava contro l'amministrazione repubblicana Warren G. Harding, Calvin Coolidge, e Herbert Hoover. Norris sostenne i democratici Al Smith e Franklin D. Roosevelt nelle elezioni presidenziali rispettivamente del 1928 e del 1932. I repubblicani lo definirono "figlio di un asino selvatico".
Norris era un convinto proibizionista, combattendo contro l'alcol quando la crociata perse il favore nella Grande Depressione. Egli diceva agli elettori che il divieto significava "questo grande male è diretto dalle case del popolo americano", anche se ciò significa "noi stiamo rinunciando a qualcuno dei nostri diritti e privilegi personali"
Nel 1932, insieme a Fiorello H. La Guardia, quindi un rappresentante repubblicano da New York City, Norris assicurò l'approvazione della legge Norris–La Guardia, che bandì la pratica di assumere dipendenti a condizione che non fossero iscritti a un sindacato (il cosiddetto yellow-dog contract, cioè, letteralmente, il "contratto del cane giallo") e limitò grandemente l'uso di citazioni in tribunale contro gli scioperi.

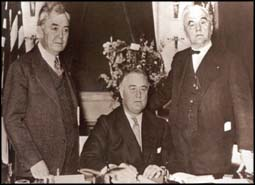
FDR (center) firma il Rural Electrification Act insieme ai membri del Congresso John E. Rankin (sinistra) e Norris (destra)

### New Dealer
Come fervido sostenitore del programma di New Deal del Presidente Franklin Delano Roosevelt, Norris sostenne la legge del 1933 sulla Tennessee Valley Authority. Per questo furono intitolate a suo nome la Norris Dam e la cittadina di Norris nel Tennessee. Norris fu anche in prima fila nel Senato a sostenere la legge sull'elettrificazione rurale, che portò l'energia elettrica nelle aree non servite o malamente servite di tale fonte di energia.
Norris credeva nella saggezza della gente comune e nel progresso della civilizzazione.
(Norris, nel discorso The Model Legislature del 1934)
"La gente è in grado di governare", egli diceva affermando le sue credenziali populistico/progressiste. Per allertare il popolo egli chiedeva trasparenza nel governare. "La pubblicità – proclamava – è la miglior cura per i mali che possono esserci nel governo."
Norris lasciò il Partito repubblicano nel 1936 e i Democratici gli offrirono la presidenza. Egli venne rieletto al Senato come indipendente con un qualche appoggio del Partito Democratico. Norris fu rieletto con il 46% dei voti contro l'ex membro del Congresso per il Partito repubblicano Robert G. Simmons (che giunse secondo) e l'ex membro democratico del Congresso Terry Carpenter (che giunse terzo, ma con forte distacco).
Norris si oppose alla Legge di Riforma delle Procedure giudiziarie del 1937.

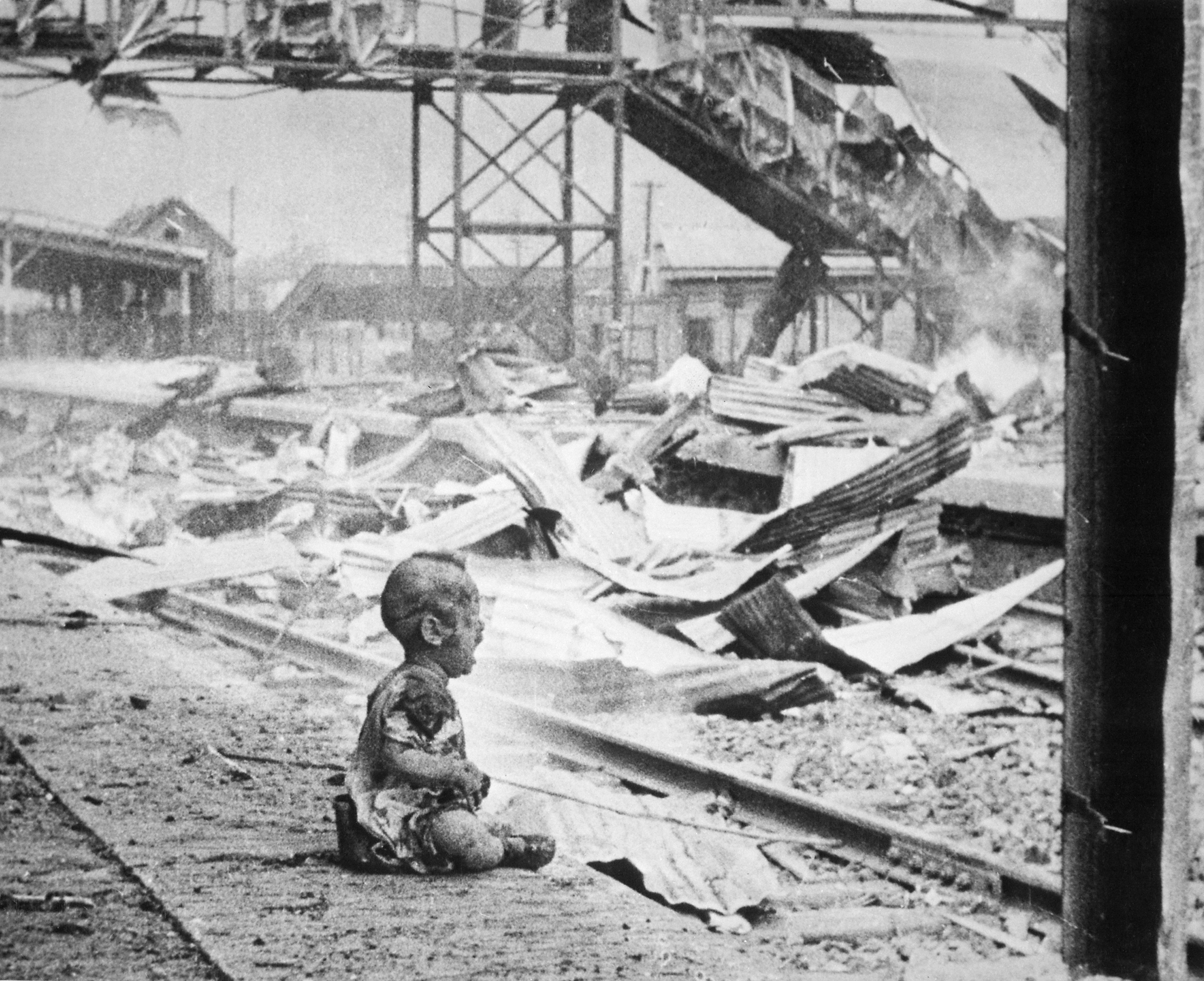
La famosa fotografia Bloody Saturday (Maledetto sabato) che mostra le rovine della stazione ferroviaria di Shangai Sud dopo il bombardamento

Nel tardo 1937, quando vide la famosa fotografia Bloody Saturday, scattata dopo il bombardamento della stazione ferroviaria di Shangai Sud, che mostra un bambino Ping Mei ustionato e piangente tra le rovine, abbandonò il suo atteggiamento isolazionista e non-interventista. Schierandosi contro la violenza giapponese in Cina, chiamando i giapponesi "vergognosi, ignobili, barbari e crudeli, oltre quanto il linguaggio può esprimere".
Non riuscendo ad assicurarsi il sostegno dei democratici nelle elezioni del 1942, fu sconfitto dal repubblicano Kenneth S. Wherry. Egli lasciò il suo ufficio dicendo: "Ho fatto del mio meglio per cacciare gli errori e il male dagli affari di governo".

## Memoria
Norris è uno degli otto senatori protagonisti del saggio di John Fitzgerald Kennedy Profiles in Courage, inserito per la sua opposizione al potere autocratico dello speaker della Camera Cannon, per essersi espresso contro le navi americane che trasportavano armi in Europa durante il periodo di neutralità degli Stati Uniti nella prima guerra mondiale e per aver sostenuto la campagna presidenziale del democratico Al Smith.
La principale via in direzione nord-sud che attraversa la cittadina di McCook, nel Nebraska, è intitolata al suo nome. La Casa di George W. Norris nella medesima è elencata nel Registro Nazionale delle località storiche e funge oggi da museo della Nebraska State Historical Society.
La camera legislativa del Campidoglio del Nebraska, sede legislativa fin dal 1937, è stata denominata con il suo nome nel febbraio 1984. La scuola media George W. Norris di Omaha, nel Nebraska, il sistema scolastico George W. Norris K – 12 presso Firth, nel Nebraska, e la scuola elementare George W. Norris nella Millard Public Schools sono intitolate in suo onore. Quando numerosi distretti pubblici di produzione di energia elettrica nel Nebraska meridionale si fusero nel 1941, il nuovo distretto pubblico prese in suo onore il nome di Norris Public Power District.